# Maleque Xá (sultão de Rum)
Maleque ou Melique Xá (em turco: Melikşah; em persa: ملكشاه; romaniz.: Malik, Melik ou Malek Shah,  também chamado  Rei dos Reis; em turco: Şehinşah; em persa: شاهنشاه) foi o sultão de Rum entre os anos de 1110 e 1116. Não deve ser confundido com o seu homônimo muito mais conhecido — e primo distante — Maleque Xá I, do Grande Império Seljúcida.
Antes da ascensão de Maleque, o trono havia permanecido vago por três anos após a morte de Quilije Arslã I em 11107. Maleque Xá foi mantido como refém em Ispaã até 1110, quando ele retornou para a Anatólia para assumir seu trono. Pouco antes de sua morte, ele foi derrotado na Batalha de Filomélio, o que o obrigou a assinar um tratado de paz com o imperador bizantino Aleixo I Comneno (r. 1081–1118) concordando em devolver-lhes todas as suas possessões na Anatólia. Porém, o tratado foi cancelado após Maleque ter sido deposto, cegado e finalmente morto por seu irmão Maçude I, que o sucedeu como sultão. Maleque foi descrito por Ana Comnena como um tolo que geralmente ignorava as estratégias de seus generais mais experientes, à ponto de ser zombado e criticado por eles.
1. ↑  VOLP, verbete Maleque
2. ↑  Rodrigo José de Lima Felner, ed. (1974). Collecção de monumentos inéditos para a historia das conquistas dos Portugueses, em África, Ásia e América. 18. Lisboa: Academia das Ciências de Lisboa. p. 373